# ياو يبواه
ياو يبواه (بالإنجليزية: Yaw Yeboah)‏ (28 مارس 1997 بغانا - ) هو لاعب كرة قدم غاني في مركز الهجوم. شارك مع منتخب غانا تحت 20 سنة لكرة القدم. أما مع النوادي، فقد لعب مع مانشستر سيتي ونادي ليل.

## وصلات خارجية
- ياو يبواه على موقع الدوري الأمريكي (الإنجليزية)
- ياو يبواه على موقع قاعدة بيانات كرة القدم.إي يو (الإنجليزية)
- ياو يبواه على موقع ليكيب (الفرنسية)
- ياو يبواه على موقع ناشيونال فوتبول تيمز (الإنجليزية)
- ياو يبواه على موقع Soccerbase.com (لاعب) (الإنجليزية)
- ياو يبواه على موقع Soccerway.com (الإنجليزية)
- ياو يبواه على موقع عالم كرة القدم.نت (الإنجليزية)